# Erika Fisch
Erika Fisch (* 29. April 1934 in Hannover; † 9. November 2021 ebenda) war eine deutsche Leichtathletin, die in den 1950er und 1960er Jahren in den Disziplinen Weitsprung, 100-Meter-Lauf, 80-Meter-Hürdenlauf und Fünfkampf sowie als Staffelläuferin erfolgreich war. Sie galt als „olympischer Pechvogel“, da sie bei drei Olympischen Spielen vom Verletzungspech verfolgt war.

## Leben und Leistungen
Zwischen 1953 und 1964 nahm sie an 19 Länderkämpfen teil und gehörte in ihrer besten Wettkampfzeit in fünf Leichtathletikdisziplinen zu den Top 5 der Welt. Sie galt als die weltschnellste Starterin, ähnlich wie ihr Sprintfreund Armin Hary, und war die vielseitigste deutsche Leichtathletin.
1962 gewann sie bei den Europameisterschaften in Belgrad zwei Medaillen: Im 80-Meter-Hürdenlauf holte sie Bronze (10,6 s), zeitgleich mit der Goldmedaillengewinnerin Teresa Ciepły in Europameisterschaftsrekord, und mit der 4-mal-100-Meter-Staffel Silber (44,6 s, zusammen mit Martha Pensberger, Maren Collin und Jutta Heine; Erika Fisch als Startläuferin). Gold ging an Polen in 44,5 s (Europarekord).
Erika Fisch wurde 1945 mit ihrer Familie in Hannover ausgebombt. Sie startete 1953 zunächst für den Verein MTV Osterode, ab 1956 für Hannover 96. In ihrer Wettkampfzeit war sie bei 1,57 m Größe nur 48 kg schwer. Sie erhielt deshalb den Spitznamen „Fischlein“. Sie arbeitete als technische Lehrerin in Hannover, heiratete am 1. Mai 1965 den Lehrer Günter Claus und beendete danach ihre internationale Wettkampfkarriere. Am 7. Mai 1966 wurde die gemeinsame Tochter geboren. Erika Claus-Fisch lebte in Garbsen bei Hannover.

## Ehrungen
Als Anerkennung ihrer herausragenden Leistungen und ihrer sportlichen Fairness verlieh ihr der DLV 1964 als dritter Leichtathletin nach Maria Sander (1956) und Marianne Werner (1959) den Rudolf-Harbig-Gedächtnispreis. Dieser Wanderpokal wird an einen „würdigen und verdienten Leichtathleten, der in Haltung und Leistung als Vorbild für die Jugend gelten kann“ verliehen.
Für ihre Verdienste in Niedersachsen wurde sie als herausragende Sportlerin, die die Entwicklung des Sports maßgeblich beeinflusst und geprägt hat, in die Ehrengalerie des Niedersächsischen Instituts für Sportgeschichte (NISH) in Hannover aufgenommen.
Im Jahr 2009 benannte die Stadt Hannover die ehemalige Mehrkampfanlage am Niedersachsenstadion, in unmittelbarer Nähe des Sportleistungszentrums, eine größere Sportanlage mit mehreren Rasenplätzen, 400-Meter-Rundlaufbahn, umfassenden Leichtathletikanlagen und einer kleinen Tribüne im Sportpark Hannover, ihr zu Ehren in Erika-Fisch-Stadion um.

## Weitsprungergebnisse bei internationalen Höhepunkten
- 1954, Europameisterschaften: Platz 4 (5,81 m)
- 1956, Olympische Spiele: Platz 4 (5,89 m), trotz eines Muskelfaserrisses im Oberschenkel
- 1958, Europameisterschaften: Platz 12 (5,72 m), es gab nur einen gültigen Versuch

## Ergebnisse Deutsche Meisterschaften
- 1953 Weitsprung 5,86 m (2)
- 1954 Weitsprung (Halle) 5,95 m, Weitsprung 5,80 m (2)
- 1955 60 m (Halle) 7,8 s, Weitsprung (Halle) 5,80 m
- 1956 80 m Hürden 11,0 s (2), Weitsprung 6,19 m
- 1957 80 m Hürden 11,3 s
- 1958 55 m Hürden (Halle) 8,0 s, 4 × 1 Runde (Halle) 1:24,2 min, 4 × 100 m 48,1 s, Weitsprung 6,15 m
- 1960 Fünfkampf 4301 Punkte (3)
- 1961 60 m Hürden (Halle) 8,4 s, 100 m 12,2 s (4); 80 m Hürden 11,0 s, Fünfkampf 4362 Punkte (4)
- 1962 55 m Hürden (Halle) 7,7 s, 4 × 1 Runde (Halle) 1:21,7 min, 80 m Hürden 10,7 s, Fünfkampf 4481 Punkte (3)
- 1963 80 m Hürden 10,7 s, 4 × 100 m 46,1 s, Fünfkampf 4355 Punkte (5)
- 1964 50 m Hürden (Halle) 7,2 s, 100 m 12,1 (5), 80 m Hürden 10,9 s (3), 4 × 100 m 47,3 s

Sie gewann 19 deutsche Meisterschaften.

## Persönliche Bestleistungen
- 1956 100 m 11,6 s
- 1960 200 m 24,6 s
- 1958 Weitsprung 6,21 m

## Ergebnisse deutsche Rekorde
- 1956 100 m 11,6 s
- 1958 Weitsprung 6,21 m (Weltrekord 6,35 m Elżbieta Krzesińska, Polen)
- 1962 80 m Hürden 10,6 s (Weltrekord 10,5 s Gisela Köhler-Birkemayer, DDR)

## Ergebnisse Europarekorde
- 1955 50 m (Halle) 6,5 s
- 1956 50 m (Halle) 6,5 s

## Weltrekorde
- 1954 Weitsprung (Halle) 5,95 m
- 1955 50 m Hürden (Halle, 4 Hürden) 7,1 s
- 1956 4 × 100 m 45,1 s in der gesamtdeutschen Auswahl: Erika Fisch (BRD), Christa Stubnick (DDR), Gisela Köhler (DDR), Bärbel Mayer (DDR) am 30. September 1956 beim Dresdener Harbig-Sportfest vor 110.000 Zuschauern (Weltrekord). Sie startete für die verletzte Gisela Henning (DDR).
- 1961 60 m Hürden (Halle, 76,2 cm) 8,4 s
- 1963 50 m Hürden (Halle, 4 Hürden) 7,0 s
- 1963 60 m Hürden (Halle, 76,2 cm) 8,4 s